# Otomar Bamberg
Otomar Bamberg, slovenski tiskar in založnik nemškega rodu,  * 22. januar 1848, Ljubljana, † 1. april 1934, Arto.

## Življenje in delo
Otomar Bamberg, sin Fedorja Bamberga, se je tiskarstva izučil v nemškem Augsburgu. Leta 1869 je postal vodja tiskarne in knjigarne Ignac Kleinmayr & Fedor Bamberg v Ljubljani. Zgradil je novo tiskarno in jo opremil z modernimi stroji. Sprva je tiskal in izdajal samo nemške knjige in časopise, pozneje, od 80. let 19. stoletja naprej pa tudi vse več slovenskih učbenikov in literarnih del, med drugimi tudi prvo izdajo Cankarjeve Erotike (1899) in dela drugih slovenskih književnikov, med katerimi so bila dela Josipa Stritarja, Frana Levstika, Franceta Prešerna, Simona Gregorčiča, Antona Aškerca, Otona Župančiča in drugih. Bamberg je s kakovostnimi izdelki vplival na razvoj slovenske književne kulture. Bil je predsednik Društva tiskarjev v Ljubljani. Leta 1919 je podjetje prodal delniški družbi Štampa v Ljubljani.